# سنترال تاور
سنترال تاور (انگلیسی: Central Tower) ساختمان اداری ۲۷ طبقه مستقر در شهر ورشو، لهستان است، که پروژه ساخت آن در سال ۱۹۹۲ آغاز شد و در سال ۱۹۹۶ به بهره‌برداری رسید.